# Comité olympique équatorien
Le Comité olympique équatorien (en espagnol, Comité Olímpico Ecuatoriano, COEC) est le comité national olympique de l'Équateur, fondé en 1948 à Guayaquil et reconnu par le Comité international olympique en 1959.